# Papyrus 112
Papyrus 112 (nach Gregory-Aland mit Sigel {\displaystyle {\mathfrak {P}}}112 bezeichnet) ist eine frühe griechische Abschrift des Neuen Testaments. Dieses Papyrusmanuskript enthält Teile der Apostelgeschichte. Der verbleibende Text besteht nur aus schlecht erhaltenen Fragmenten und umfasst die Verse 
26,31–32; 27,6–7. Mittels Paläographie wurde es vom INTF auf das 5. Jahrhundert datiert.
Die Handschrift wird zurzeit in den Räumen der Papyrologie der Bodleian Art, Archaeology and Ancient World Library in Oxford unter der Nummer P. Oxy. 4496 aufbewahrt.

## Text
In Apostelgeschichte 27,7 findet sich die Textvariante βρα[δυπλοουντε]ς εν δε ικαν[αις ημεραις. In allen anderen Zeugnissen findet sich die Reihenfolge der Wörter in diesem Satz folgendermaßen: εν ικαναις δε ημεραις βραδυπλοουντες.
Der Umfang der Handschrift ist zu gering, um sie in eine Kategorie der biblischen Handschriften einzuordnen.

### Abbildungen
- P.Oxy.LXIV 4496 von der Papyrologie auf Oxford’s „POxy: Oxyrhynchus Online“
- Bild von {\displaystyle {\mathfrak {P}}}112 recto, Fragment von Apostelgeschichte 26,31–32
- Bild von {\displaystyle {\mathfrak {P}}}112 verso, Fragment von Apostelgeschichte 27,6–7

### Offizielle Registrierung
- „Fortsetzung der Liste der Handschriften“ Institut für Neutestamentliche Textforschung, Universität Münster. (PDF-Datei; 147 kB)